# Philadelphia Whitemarsh Rugby Football Club
Maillots
Actualités
Le Philadelphia Whitemarsh RFC est un club de rugby à XV américain créé en 1985 et évoluant en Men's DII Club Championship.

## Effectif actuel
| - Tim Antoian - Mat Bleam - Matt Boccutti - Brennan Conway - Terrance Cooper - Cesare Coscia - Brian Engle - Kurht Engle - Tim Foley - Andrew Fusco - Bob Haller - Chris Karas - John Knab - Conway Maraki | - Ryan McLean - Matt Oberlies - Bryan Oteri - Dave Peirce - Justin Scheman - Mike Stewart - John Tomson - Ryan Tower - Dan Trainor - Louis Tulio - Jason Ulikowski - Dan Walsh - Cliff Webster |